# Lỗ Hi công
Lỗ Hi công (chữ Hán: 魯僖公, trị vì 659 TCN-627 TCN), tên thật là Cơ Thân (姬申), là vị quân chủ thứ 19 của nước Lỗ - chư hầu nhà Chu trong lịch sử Trung Quốc.

## Lên ngôi vua
Cơ Thân là con trai thứ của Lỗ Trang công, vua thứ 16 của nước Lỗ, em của Lỗ Ban, vua thứ 17 của nước Lỗ và anh của Lỗ Mẫn công, vua thứ 18 của nước Lỗ.
Năm 662 TCN, Lỗ Trang công chết, anh ông là Cơ Ban lên nối ngôi, nhưng chú ông là Khánh Phủ giết chết Cơ Ban, lập em ông là Cơ Khải, tức Lỗ Mẫn công. Ông cùng với công tử Quý (cũng là em thứ của Lỗ Trang công) trốn sang nước Trâu. Hai năm sau, năm 660 TCN, Khánh Phủ cùng với Ai Khương (mẹ kế của Cơ Khải) giết Mẫn công, Ai Khương định lập Khánh Phủ nhưng người nước Lỗ không nghe, lập Cơ Thân, tức Lỗ Hy công. Tề Hoàn công bèn gọi Ai Khương về nước Tề giết chết.

## Sách phong Tam hoàn
Khánh Phủ trốn đến nước Cử, cuối cùng liệu thế khó chống đỡ nổi đành tự sát. Sau đó Lỗ Hi công sai Quý Hữu đem binh hỏi tội nước Cử không giết Khánh Phủ. Sau khi chiến thắng trở về, Lỗ Hi công phong ấp cho dòng họ 3 người chú: Tuy Khánh Phủ phản nghịch và bị giết nhưng dòng họ vẫn được tập tước. Quý Hữu được phong ở Phí Ấp, gọi là Quý Tôn, con cháu của Khánh Phủ ở đất Thành ấp (gọi là Mạnh Tôn) và Thúc Nha được phong ở Hậu ấp (gọi là Thúc Tôn). Hậu duệ của 3 người con Lỗ Hoàn công là Khánh Phủ, Thúc Nha và Quý Hữu trở thành 3 họ quý tộc nắm quyền nước Lỗ có thế lực rất lớn, chi phối chính trường nước Lỗ, được gọi là Tam hoàn

## Quan hệ với chư hầu
Sau khi lên ngôi, Lỗ Hi công nhiều lần dự hội chư hầu do Tề Hoàn công làm bá chủ.
Năm 659 TCN, Lỗ Hy công mang quân đánh bại quân nước Châu tại Vu Yển. Cùng năm, Sở Thành vương mang quân đánh Trịnh. Lỗ Hy công theo Tề Hoàn công và các nước Tống, Tào, Châu hội binh tại đất Sanh để cứu Trịnh. Quân Sở rút lui.
Năm 657 TCN, Tề Hoàn công giận người vợ thứ là Sái cơ. Sái cơ bỏ về nước lấy người khác. Tề Hoàn công bèn đem quân đánh nước Sái, Lỗ Hi công cũng đem quân trợ giúp. Năm sau, liên quân đánh tan quân Sái. Sở Thành Vương đem quân cứu Sái nhưng thất bại, phải giảng hoà.
Năm 656 TCN, Sở Thành vương lại đánh Trịnh. Lỗ Hy công lại theo Tề Hoàn công và các nước Tống, Tào, Trần, Vệ, Hứa, Châu hội binh tại đất Hình để cứu Trịnh, đánh Sở và Sái. Quân Sái tan vỡ. Liên quân tiến sang đánh Sở. Sở Thành vương phải xin giảng hòa.
Năm 654 TCN, Tề Hoàn công giận Trịnh Văn công bỏ hội, liền cùng tập hợp chư hầu đi đánh Trịnh. Lỗ Hy công cùng các nước Lỗ, Tống, Vệ và Tào theo Tề kéo đến Tân Thành. Sở Thành vương mang quân đánh nước Hứa để cứu Trịnh. Tề Hoàn công và các chư hầu mang quân sang nước Hứa. Nước Trịnh được giải vây, quân Sở cũng lui về.
Đầu năm 651 TCN, Lỗ Hi công đến dự hội chư hầu ở đất Quỳ Khâu do vua Tề tổ chức.
Năm 645 TCN, Sở Thành vương đem quân tấn công nước Từ, Tề Hoàn công làm bá chủ chư hầu, triệu tập quân 7 nước Tề, Lỗ, Trần, Vệ, Trịnh, Hứa, Tào đánh lui quân Sở, cứu nước Từ. Lỗ Hi công sai Trọng tôn Ngao dẫn quân hội với các nước cứu Từ, rồi hội chư hầu cùng các nước ở đất Mẫu Khâu..
Năm 644 TCN, phụ chính Cơ Quý Hữu mất. Lỗ Hy công dùng Tang Văn Trọng thay, có công tử Toại cùng tham chính. Công tử Toại chuyên quyền, mang quân diệt nước Hạng nhập vào bản đồ nước Lỗ.
Năm 643 TCN, Tề Hoàn công mất, các công tử tranh ngôi. Lỗ Hi công đem quân hội với Tống Tương công dẹp loạn nước Tề, đưa Tề Hiếu công lên ngôi.
Năm 641 TCN, theo kêu gọi của Trần Mục công, Lỗ Hy công cùng vua các nước Trịnh, Sái đến họp ở nước Tề để tưởng nhớ Tề Hoàn công, cuộc hội không suy tôn ai làm bá chủ.
Năm 634 TCN, Tề Hiếu công mang quân đi đánh biên giới phía bắc nước Lỗ, quân Lỗ cầu nước Sở và đánh bại Tề, buộc vua Tề phải rút quân về.
Năm 633 TCN, Sở Thành vương mang quân bao vây nước Tống. Tống Thành công nước Tấn. Đầu năm 632 TCN, Tấn Văn công đánh nước Tào và Vệ là chư hầu của Sở nhằm giải vây cho Tống. Vệ Thành công sợ quân Tấn sẽ kéo đến đánh kinh thành Sở Khâu bèn giao lại nước cho em là Thúc Vũ, còn mình chạy ra đất Tương Ngưu và cầu cứu Sở Thành vương.
Lỗ Hy công ngả theo nước Tấn, thấy Vệ Thành công rời kinh thành bèn sai Công tử Mãi mang quân đồn thú đóng ở nước Vệ. Vệ Thành công chạy sang nước Trần. Trong khi đó thì Sở Thành vương chia quân đi cứu Vệ, đánh bại công tử Mãi. Lỗ Hy công sợ nước Tấn hỏi tội bèn giết công tử Mãi.
Sau đó quân Sở và quân Tấn đánh nhau to ở Thành Bộc, quân Tấn đại thắng và giành ngôi bá chủ. Lỗ Hy công dự hội chư hầu cho Tấn Văn công làm chủ.
Vệ Thành công bị Tấn Văn công bắt giam tại kinh đô nhà Chu, đại phu Nguyên Huyến lập công tử Hà lên thay. Lỗ Hy công cũng đứng ra xin với Tấn Văn công hộ cho Vệ Thành công, biếu vua Tấn 10 viên ngọc bích, lại lễ cho vua Chu Tương Vương đang giam giữ Vệ Thành công. Tấn Văn công và Chu Tương Vương bằng lòng tha cho Vệ Thành công. Vệ Thành công giết công tử Hà, trở lại ngôi vua.
Những năm sau đó, Lỗ Hy công nhiều lần tấn công và lấn đất nước Châu. Nước Châu nhỏ yếu, nhiều lần bị thua và mất đất.

## Qua đời
Năm 627 TCN, Lỗ Hi công mất, con ông là Cơ Hưng nối ngôi, tức Lỗ Văn công.